# Talara nigrivertex
Talara nigrivertex är en fjärilsart som beskrevs av Christian Gibeaux 1983. Talara nigrivertex ingår i släktet Talara och familjen björnspinnare. Inga underarter finns listade i Catalogue of Life.